# Skandalen (1998)
Skandalen är en amerikansk film från 1998.

## Handling
En skådespelerska anklagas för mord och försvaras av en kändisadvokat.

## Om filmen
Filmen är inspelad i Los Angeles och hade premiär i USA den 4 oktober 1998.

## Rollista (urval)
- James Garner - Norman Keane
- Gina Gershon - Angela Beale
- Kathleen Turner ....  Brenda Whitlass